# Bosjökloster GK
Bosjökloster GK är en golfklubb vid Bosjökloster en bit utanför Höör i Skåne. Banan räknas som en parkbana, har en artonhålsbana och en fem-håls korthålsbana.

## Historik
Bosjökloster GK grundades 1974 och banan ritades av den kände banarkitekten Douglas Brasier som även ritat många andra svenska golfbanor.